# Lê Ngọc Oa
Lê Ngọc Oa (1937 – 2017) là một sĩ quan cấp cao trong Quân đội nhân dân Việt Nam, hàm Thiếu tướng.
Ông từng giữ chức phó Tư lệnh Quân khu 3.

## Tiểu sử
Lê Ngọc Oa sinh năm 1937 tại xã Hồng Phúc, huyện Ninh Giang, tỉnh Hải Dương. Thời thanh niên ông từng làm cán bộ bưu điện tại quê nhà tỉnh Hải Dương.
Năm 1958, ông nhập ngũ làm trợ lý tài vụ tại trung đoàn 64, sư đoàn 320, quân khu Tả Ngạn; trong thời gian này ông được kết nạp vào đảng Cộng sản Việt Nam.
Năm 1963, ông được điều chuyển vào quân khu 5 làm trợ lý quân lực tại trung đoàn 31, sư đoàn 2. Trong những năm tiếp theo trong quân ngũ ông lần lượt thăng tiến làm phó tiểu đoàn trưởng, tiểu đoàn trường, phó trung đoàn trưởng, tham mưu trưởng rồi trung đoàn trưởng trung đoàn 31.
Năm 1977, ông được cử đi học tại Học viện Lục quân, Học viện Quân sự cấp cao (nay là Học viện Quốc phòng); năm 1980, tốt nghiệp, ông về làm phó sư đoàn trưởng, tham mưu trưởng sư đoàn 315, quân khu 5. Tới năm 1982, ông được điều chuyển ra bắc làm phó sư đoàn trưởng, tham mưu trưởng sư đoàn 433, quân khu 3; cũng trong thời gian này ông được thăng hàm thiếu tướng năm 1985.
Năm 1986, ông được cử làm chỉ huy trưởng bộ chỉ huy quân sự tỉnh Hải Dương; tới năm 1989, được thăng làm phó tư lệnh quân khu 3.
Ông nghỉ hưu năm 2003, khi 66 tuổi; và từ trần vào tháng 9 năm 2017, thọ 80 tuổi.

## Giải thưởng
- Huân chương Độc lập hạng 3
- Huân chương Chiến công hạng nhất, nhì, ba
- Huân chương Kháng chiến chống Mỹ, cứu nước hạng nhất
- Huân chương Chiến sĩ giải phóng hạng nhất, nhì, ba
- Huân chương Chiến sĩ vẻ vang hạng nhất, nhì, ba
- Huy chương Quyết thắng
- Huy hiệu Dũng sĩ diệt Mỹ
- Huy hiệu 55 tuổi Đảng